# Santa Cruz, Soledad de Doblado
Santa Cruz är en ort i Mexiko.   Den ligger i kommunen Soledad de Doblado och delstaten Veracruz, i den sydöstra delen av landet, 280 km öster om huvudstaden Mexico City. Santa Cruz ligger 76 meter över havet och antalet invånare är 312.
Terrängen runt Santa Cruz är huvudsakligen lite kuperad. Santa Cruz ligger nere i en dal. Runt Santa Cruz är det ganska tätbefolkat, med 104 invånare per kvadratkilometer. Närmaste större samhälle är Soledad de Doblado, 8,9 km sydost om Santa Cruz. Omgivningarna runt Santa Cruz är en mosaik av jordbruksmark och naturlig växtlighet.